# Cattedrale di Swansea
La cattedrale di Swansea, nota anche come cattedrale di San Giuseppe, (in inglese: St Joseph's Cathedral) è una chiesa cattolica sita nella città di Swansea, in Galles, ed è la concattedrale dell'arcidiocesi di Cardiff-Menevia.

## Storia
L'idea di costruire la cattedrale fu concepita da padre Wulstan Richards. La chiesa è stata progettata da Peter Paul Pugin ed è stata realizzata in due anni, tra il 1887 ed il 1889, al costo di £ 10.000. L'edificio è stato ufficialmente inaugurato il 25 novembre 1888, pur essendo ancora in costruzione. La chiesa è stata elevata a cattedrale nel 1987 come sede della diocesi di Menevia.
Un nuovo altare maggiore e un nuovo pulpito, opera di Bolton di Cheltenha, sono stati completati nel 1907. Fuori dall'ingresso della cattedrale vi è un monumento ai caduti, costituito da una croce celtica alta 18 metri e realizzato nel 1919. Nel maggio 1923 è stata anche aggiunta al complesso della cattedrale una Grotta della Madonna.

## Descrizione
La lunghezza totale della chiesa è di 146 metri e l'altezza all'apice del tetto è di 60 metri. Il presbiterio è diviso dalla navata da un arco in pietra che sorge ad una altezza di 43 metri e sugli stipiti degli archi vi sono nicchie con le figure di San Patrizio e San Benedetto. Nei pennacchi degli archi sono scolpiti degli angeli e, molto al di sopra, un tetto ad arco rinforzato. Sopra l'altare maggiore c'è un coro con vetrate provenienti da Harding.